# Radiocafé 98.6
Radiocafé 98.6 – węgierska stacja radiowa, która wedle własnego postanowienia chce być "stacją dla wszystkich konsumentów, ale nie pospolitą".
- Częstotliwość: 98,6 FM

Nadaje od 1 stycznia 2003 roku, powstała w miejsce EstFM 98.6, nie zmieniając jednak prowadzących oraz bez znaczących zmian profilu programowego. Radio przeznaczone jest dla 14-35-latków. Można go słuchać za pośrednictwem UKF-u w Budapeszcie oraz w promieniu 60 km od niego, a także przez internet w formacie mp3.